# Léon Potier de Gesvres
Léon Potier de Gesvres (Parigi, 16 agosto 1656 – Versailles, 12 novembre 1744) è stato un cardinale e arcivescovo cattolico francese.

## Biografia
Nacque a Parigi il 16 agosto 1656; era il secondo figlio di Léon Potier de Gesvres, duca di Gesvres e governatore di Parigi, e di Marie-Françoise Angélique du Val de Fontenay-Mareuil.
Papa Clemente XI lo elevò al rango di cardinale nel concistoro del 29 novembre 1719.
Morì il 12 novembre 1744 all'età di 88 anni.

## Genealogia episcopale e successione apostolica
La genealogia episcopale è:
- Cardinale François de Joyeuse
- Cardinale François d'Escoubleau de Sourdis
- Arcivescovo Jean-François de Gondi
- Arcivescovo Henri de Béthune
- Cardinale César d'Estrées
- Cardinale Léon Potier de Gesvres

La successione apostolica è:
- Vescovo François de Carbonnel de Canisy (1696)